# Föllingebygdens församling
Föllingebygdens församling är en församling i Norra Jämtlands kontrakt i Härnösands stift. Församlingen ingår i Krokoms pastorat och ligger i Krokoms kommun i Jämtlands län.

## Administrativ historik
Föllinge, Hotagen och Laxsjö församling bildades år 2006 genom sammanslagning av församlingarna Föllinge, Hotagen och Laxjö. Den 3 mars 2009 namnändrades församlingen och pastoratet till Föllingebygdens församling och Föllingebygdens pastorat. Församlingen utgjorde till 2018 ett eget pastorat för att därefter ingå i Krokoms pastorat. 

## Kyrkor
- Föllinge kyrka
- Hotagens kyrka
- Laxsjö kyrka